# Segunda Edad del Sol

Geografía esquemática de Arda durante la Segunda Edad del Sol.

En el universo fantástico creado por J. R. R. Tolkien, la Segunda Edad del Sol, también conocida como la Edad Oscura o los Años Oscuros, es una época de la historia de la Tierra Media, que abarca 3441 años solares, y está comprendida en las denominadas Edades del Sol. La Segunda Edad es reconocida como el período histórico de la Tierra Media más difuso, ya que no existen muchos escritos que se dediquen directamente a eventos ocurridos en ella, y más bien se mencionan los eventos en retrospectiva. Es, sin embargo, un período histórico igualmente importante para la fantasía de Tolkien.

## Resumen
Elfos y Hombres viven en paz por mucho tiempo, los primeros en Eriador y los segundos en Númenor. Sin embargo Sauron, que no claudicó ante los Valar al ser vencido, termina dejando a un lado el miedo y recobra su poder. Convence a los elfos de Eregion de forjar los Anillos de Poder, mientras él forja el Anillo Único con el que planea vencerlos. Los elfos no se dejan engañar y Sauron les hace la guerra, pero los Númenóreanos llegan al final y obtienen la victoria contra él. Sauron planea vencerlos con engaños y lo logra de hecho, provocando la destrucción de Númenor. Solo Elendil y sus hijos, junto con los númenóreanos fieles, sobreviven y fundan los reinos de Arnor y Gondor en la Tierra Media. Se lleva a cabo la Última Alianza de elfos y hombres para combatir a Sauron. A pesar de las pérdidas, en que mueren Gil-Galad y Elendil, Sauron es derrotado e Isildur después de la batalla encuentra tanto los fragmentos de narsil y recoge el Anillo único de los restos de Sauron. Sin embargo este no es destruido y la Segunda Edad termina con la incertidumbre, al haber vencido a Sauron pero sin destruir la fuente máxima de su poder.

## Los reinos de la Tierra Media en la Segunda Edad
Al terminar la Primera Edad, Beleriand se hunde en el mar. Los elfos que deciden no volver a Aman establecen sus reinos en Eriador. Gil-Galad como Rey Supremo de los Noldor en el exilio se establece en el territorio de Lindon, que antiguamente pertenecía a Beleriand, en el golfo de Lhûn. Funda junto con Círdan los Puertos Grises de Mithlond. El resto de los Noldor fundan el reino de Eregion, dentro del continente, junto a las Montañas Nubladas, y quedan como vecinos de la ciudad enana de Khazad-dûm, a donde los enanos de las destruidas Nogrod y Belegost emigran y que desde entonces se convierte en la ciudad enana más importante.

## Númenor
Por su parte, los hombres conocidos como los Edain se convierten en los Númenóreanos, y se embarcan todos a la isla de Númenor, guiados por la estrella de Eärendil que porta el Silmaril en el cielo (se dice que también los Drúedain viajaron con ellos, pero cuando tuvieron oportunidad de regresar a la Tierra Media así lo hicieron todos). Elros, hijo de Eärendil se convierte en su primer rey. Los Númenóreanos se convierten lógicamente en marineros, pero tienen prohibido navegar hacia el oeste, de forma tal que no pueden llegar a Aman, aunque mantienen relaciones pacíficas con los elfos Noldor de Tol Eressëa, que los visitan regularmente.
Pasan siglos de historia en la que se vive en paz. Probablemente en esta época los Númenóreanos reciben siete de las ocho Palantiri o piedras videntes, la octava piedra se conserva en Tol Eressëa para mantener comunicación. Igualmente en Númenor crece un retoño del árbol blanco Celeborn, descendiente de Telperion, que crecía en Tol Eressëa. Númenor crece en sabiduría y poder. Se desarrollan numerosas artes y ciencias, como las marítimas, las astronómicas, las médicas, etc.
Los reyes Númenóreanos siguen una sucesión varonil, motivo por el cual Silmariën, hija primogénita del rey Tar-Elendil no se convierte en reina, sin embargo de sus hijos surgen los nobles de Andúnië, de los que nacerán al final Elendil y sus hijos Isildur y Anárion.
En tiempos del rey Tar-Meneldur los elfos vuelven a sentir que la oscuridad regresa. Los Númenóreanos son advertidos a través del hijo del rey, Aldarion. Ocurre la tragedia entre Aldarion y su esposa Erendis, que origina la nueva ley de sucesión que permite a las mujeres convertirse en reinas de Númenor si son primogénitas y no tienen hermanos varones.

## El regreso de la Oscuridad y el Anillo Único
Los hombres de la Tierra Media permanecen en la oscuridad y la ignorancia, y esta situación es aprovechada por Sauron para levantarse como un nuevo Señor Oscuro. Sauron intenta engañar a los elfos bajo el sobrenombre y apariencia de Annatar, pero no lo consigue, salvo en Eregion donde Celebrimbor y otros elfos lo escuchan. Con su enseñanza, consiguen forjar los Anillos de Poder, sin embargo todos son engañados porque Sauron forja en el monte Orodruin el Anillo Único con el que puede gobernar a los demás. Los elfos se dan cuenta del engaño demasiado tarde y solo alcanzan a ocultar los Tres anillos de los Elfos, que son entregados a Gil-Galad y Galadriel. Sauron hace la guerra a los elfos, y casi consigue dominarlos, destruyendo Eregion, matando a Celebrimbor y provocando que los enanos cierren Khazad-dûm (momento a partir del cual comienza a llamársele Moria). Probablemente en esta época, Galadriel y Celeborn se van a vivir al otro lado de las Montañas Nubladas, y se establecen en Lothlórien, donde los elfos Nandor habitan gobernados por señores Sindar.
En esta época, Elrond funda Rivendel como último refugio contra las huestes de Sauron. Sin embargo en el último momento, los Númenóreanos llegan a auxiliar a los elfos, y vencen a Sauron, que se tiene que retirar humillado. Desde ese momento, Sauron no podrá volver a engañar a los elfos. Desde este momento, los Númenóreanos se embarcarán continuamente hacia la Tierra Media, enseñando y ayudando a los hombres de la Tierra Media como señores de gran poder y sabiduría. Probablemente en esta época Glorfindel regresa de Aman con permiso especial para ayudar a los elfos de la Tierra Media, gracias al sacrificio que hizo al salvar a Eärendil durante la Caída de Gondolin.

## La Caída de Númenor y la nueva forma de la Tierra
Desde este momento también, los Númenóreanos crecen en orgullo y comienzan a recelar de la prohibición de viajar al oeste, así que se convierten en marineros de renombre que viajan por todo el resto de Arda y visitan todos los rincones de la Tierra Media. En esta época también Sauron entrega los anillos a los pueblos libres de la Tierra Media: Siete anillos a los enanos y Nueve anillos a los hombres. Los enanos no son dominados por el Anillo Único como Sauron quisiera, pero los hombres sí, y los portadores de estos anillos terminan convirtiéndose en los Nazgûl.
Los Númenóreanos quedan divididos en dos bandos: por una parte los Hombres del Rey, que desea poder y una vida cada vez más larga. Envidian a los elfos y desean visitar Aman, pues creen que quien vive en ella se vuelve inmortal (lo cual es un error, ya que Aman no da la inmortalidad a los que viven ahí, sino que los que viven ahí (los Valar y los Maiar junto a los altos elfos) son los que vuelven a la tierra inmortal). Por otra parte están los llamados «Fieles», representados por los señores de Andúnië, que permanecen fieles a las antiguas tradiciones. El conflicto entre ambas partes crece de tal forma que los Fieles terminan siendo perseguidos por los Hombres del Rey. En esta época el poder de Númenor crece sobre la Tierra Media en gran medida, y los Númenóreanos ya no solo viven en su isla, sino que tienen numerosos puertos y establecimientos a lo largo de las costas de la Tierra Media, entre los más importantes Umbar (de facción de Hombres del Rey) y Pelargir (de facción de Fieles).
Sauron aprovecha esta situación para desarrollar un plan que destruya a los Númenóreanos por completo, a los cuales odia desde que le evitaron conquistar Eriador. Arma un gran ejército para combatir a los Númenóreanos, pero sabe que las fuerzas Númenóreanas son superiores, así que finge humillarse y se deja llevar preso a la misma isla de Númenor, donde pervierte la mente del rey Ar-Pharazôn y de los Hombres del Rey, a los que convence de realizar sacrificios humanos (de Fieles) a Melkor, de olvidar el culto a Eru que se venía realizando en el centro de la isla desde siempre y a planear un ataque a Aman.
Cuando Ar-Pharazôn ve su muerte cerca, accede a los planes de Sauron y se embarca con numerosa flota hacia Aman. Sauron sabe que no saldrán vencedores y se queda en Númenor. Los Fieles representados por Elendil se encuentran preparados en los puertos orientales de la isla, listos para huir por si el plan del padre de Elendil, Amandil, falla, al querer repetir la hazaña de Eärendil, cosa que probablemente sucede, pues nunca se volvió a saber de él.
Los Valar piden consejo a Eru, que en su enojo entierra en el mar a Ar-Pharazôn y todos los Númenóreanos que lo acompañan. Igualmente hunde por completo la isla de Númenor y le da una nueva forma a la Tierra, haciéndola redonda (como después pudieron constatar los marineros Númenóreanos sobrevivientes), de forma que el acceso a Aman ya no fuera libre para nadie, y solo los elfos tienen el derecho a encontrar el llamado Camino Recto hacia Valinor y Tol Eressëa. Al hundirse Númenor, Sauron se hunde con la isla, perdiendo su forma corpórea que ya no recuperará. Por otra parte, Elendil y sus hijos son expulsados por las olas hacia la Tierra Media; llevan consigo las siete Palantiri y un retoño del árbol blanco que Isildur rescató.

## Arnor y Gondor
En la Tierra Media, Elendil y sus hijos fundan los reinos de Númenor en el exilio: al norte Arnor y al sur Gondor. De ambos reinos, Elendil es el rey supremo, pero del reino del sur están encargados del gobierno sus hijos Isildur y Anárion. La capital de Arnor se establece en la ciudad de Annúminas, mientras que la de Gondor queda en la ciudad de Osgiliath. Isildur planta el retoño del árbol blanco en Minas Ithil, la fortaleza oriental de Gondor. A partir de entonces a los Númenóreanos Fieles se les conoce como los Dúnedain.
Sauron vuelve a tomar poder en el lejano oriente y regresa a Mordor, su tierra-fortaleza de antaño. Ahí comienza a planear de nuevo el final de los Númenóreanos que sobrevivieron. Sauron toma Minas Ithil y ataca Gondor, quedando encargado de su defensa Anárion. Isildur vuelve a rescatar un retoño del Árbol Blanco y lo planta en Minas Anor, la fortaleza occidental de Gondor (que después se convertiría en Minas Tirith).
En Umbar, los Númenóreanos no siguen a Elendil, y se convierten en piratas, llamados Númenóreanos Negros, y al final se mezclan con pueblos del sur y pierden gran parte de su linaje. Pelargir se conserva como el puerto principal, junto con el principado de Dol Amroth en Gondor.

## La Última Alianza de Elfos y Hombres
Para combatir a Sauron, Elendil y los Dunedain forjan una última alianza con los Elfos de Gil-Galad. A esta alianza pertenecen tanto Elendil y sus hijos como Gil-Galad y Elrond, así como los elfos Nandor de Lórien y del Bosque Verde (posteriormente llamado Bosque Negro). Los enanos de Moria parece ser que también participaron en esta alianza. Isildur convoca a muchos Númenóreanos que se encuentran dispersos en Gondor y en territorios de la antigua Númenor. Muchos acuden con él, dispuestos a liberarse de Sauron, pero los hombres de Erech hacen caso omiso y entonces Isildur los maldice, pronunciando una profecía por la que, hasta que él o uno de sus descendientes así lo decida, no podrán ser liberados, habiendo de vivir en un estado de no-muerte hasta acudir en ayuda en la lucha contra Sauron. A pesar de eso, estos hombres no acompañan a Isildur y la maldición se torna realidad, hasta que la profecía se cumple muchos años después.
Se lleva a cabo la Guerra de la Última Alianza entre Elfos y Hombres, en la que las fuerzas de Elfos y Dunedain llegan al mismo Mordor y sitian la torre de Barad-dûr. Anárion es muerto durante el asedio. En el último momento, Sauron mismo sale de su torre y se enfrenta a los señores de los elfos y hombres y casi acaba con ellos. Sauron es derrotado en combate frente a Gil-Galad y Elendil, aunque ambos mueren también durante batalla. Isildur toma entonces los pedazos de la espada de su padre, Narsil, y con ella corta el dedo de Sauron en el que portaba el Anillo Único. Sauron, sin su anillo, pierde su poder y se desvanece, y la Última Alianza resulta vencedora.
Isildur toma para sí el Anillo Único, sin hacer caso de los consejos de Elrond y Círdan de destruirlo para terminar definitivamente con el poder de Sauron.
Con esta victoria, también los anillos quedan libres del poder de Sauron y los elfos los pueden usar libremente, lo mismo que los enanos. Los hombres, sin embargo, hacía tiempo ya que estaban perdidos, y continuaron fieles a su señor.
Con el fin de la batalla de la Última Alianza dio comienzo la Tercera Edad del Sol.
| Predecesor: Primera Edad del Sol | Historia de Arda 1 SE - 3441 SE | Sucesor: Tercera Edad del Sol |

- Datos: Q733685